# Медицинский туризм в Молдове
Медицинский туризм в Молдавии — направление туристической индустрии, обеспечивающее высококачественное лечение для иностранных пациентов. Отрасль с каждым годом становится более востребованной, а число медицинских туристов занимает до 30% от общего количества пациентов молдавских клиник. В Молдавию иностранные граждане приезжают за качественным лечением, которое они не могут получить или оплатить в своей стране.

## История медицинского туризма в Молдавии
В Молдавии медицинский туризм возник в 2009 году. До 2000-х годов качество медицинских услуг в стране было недооценено, однако не уступало конкурентам из таких стран Европы, как Германия, Франция, Италия. Первые шаги в развитии медицинского туризма были сделаны Михаилом Черопитой, директором первой компании по стоматологическому туризму, который привёз в Молдавию на лечение первого иностранного пациента.
Начиная с 2017 года, вклад в индустрию делает и правительство государства, однако оно не занимается регулированием отрасли. Частыми пациентами молдавских клиник являются туристы из Румынии, России, Украины, Польши, Турции, Болгарии, Израиля.
| Страны   | Процент от общего числа туристов |
| -------- | -------------------------------- |
| Румыния  | 19.3%                            |
| Россия   | 9.8%                             |
| Украина  | 8.0%                             |
| Польша   | 5.7%                             |
| Турция   | 2.0%                             |
| Болгария | 1.4%                             |
| Израиль  | 1.2%                             |

Источник:
Иностранных пациентов привлекает высокое качество медицинских услуг в Молдавии, а также доступные цены на стоматологическую и хирургическую помощь, приятный климат и недорогой отельный сервис. Лечение сложных заболеваний требует больших затрат в странах Европы или в Америке. В Молдавии лечение в частной клинике стоит меньше, чем в обычной больнице за рубежом.
По словам директора Национального агентства по туризму Станислава Русу, ежегодно более 35% иностранцев, посещающих Молдавию, приезжают в страну для лечения. Большинство медицинских туристов отдает предпочтение молдавским оздоровительным санаториям. В 2018 году было зафиксировано 15 835 иностранных граждан, посетивших Молдавию в целях получения качественных медицинских услуг.

## Виды медицинского туризма в Молдавии
В Молдавии актуален не только медицинский туризм, но и диагностический, и оздоровительный. Пациенты из других стран могут пройти качественное обследование в клиниках страны, а также выбрать и посетить один из десятков оздоровительных санаториев на территории Молдавии.
Диагностика заболеваний осуществляется в соответствии с международными медицинскими протоколами и стандартами. Пациенты проходят тщательное обследование в частных клиниках, оснащенных новым оборудованием, гарантирующим правильные и точные диагнозы. Результаты анализов пациентам выдаются на руки, на основании которых врач составляет курс лечения.
На территории Республики Молдавия находятся более 80 оздоровительных санаториев, которые ежегодно посещают не только граждане страны, но и сотни иностранных пациентов. В 2018 году в молдавских санаториях прошли лечение более 300 медицинских туристов.
Благодаря мягкому и приятному климату, Молдавия – идеальная страна для реабилитационного туризма. Самыми известными лечебно-оздоровительными пансионатами являются санатории в городе Вадул-луй-Водэ. Большой популярностью пользуются санатории «Днестр» в Каменском и «Кодру» в Каларашском районах. Туристы посещают и зону отдыха в заповеднике Кодры. Агентства, занимающиеся непосредственно медицинским туризмом, организуют для иностранных пациентов специальные экскурсии и поездки.

## Направления медицинского туризма в Молдавии
Передовые направления медицинского туризма в Молдавии — стоматология, лечение вирусного гепатита С, офтальмология, пластическая хирургия, планирование семьи. Предоставление перечисленных услуг в других странах предполагает большие затраты, которые не включены в медицинскую страховку, поэтому пациенты вынуждены искать лечение за границей.

### Стоматология
Услуги молдавских стоматологов — самые востребованные среди иностранных пациентов. Это объясняется тем, что за рубежом даже самые простые стоматологические процедуры стоят дорого. В Молдавии ценовая политика на стоматологические услуги менее жёсткая, однако по качеству они не уступают европейским. По словам молдавских стоматологов, более 70% их пациентов – иностранцы. Ежемесячно в клиниках обслуживаются более 50 клиентов из Италии, Франции, Америки и России. Пациенты приобретают полный пакет услуг: восстановление зубов, протезирование, лечение кариеса, удаление и отбеливание зубов.
Медицинским туристам предоставляются удаленные онлайн-консультации, а также организуются лечебные туры в Молдавию, в которые входит покупка билетов, бронирование гостиницы и ознакомительные экскурсии. Для иностранных пациентов составляется предварительный курс лечения, а также определяется приблизительная стоимость терапии и продолжительность пребывания пациента в Молдавии.

### Лечение гепатита С
Лечение гепатита С в Республике Молдова – это одно из основных направлений медицинского туризма в стране. Начиная с 1997 года и по 2012 в стране число зараженных гепатитом С достигало критических масштабов – более 40 000 человек. Это очень высокие показатели, учитывая, что численность населения составляет 4 057 420 человек. С запуском национальных программ по лечению вирусных гепатитов статистика заболеваемости и смертности снизилась с 6,14% случаев до 1,32% на 100 тысяч населения.
В 2018 году в Молдавии бесплатное лечение гепатита С получили более 4000 пациентов. Молдавские гепатологи, ежегодно обеспечивающие лечение тысячам местных граждан, помогают и иностранным пациентам. В Республике Молдова официально разрешена продажа дженериков, которые нельзя купить в других странах. Молдова относится к странам с низким уровнем развития и с широким распространением вирусных гепатитов среди населения, поэтому цены на лекарства здесь более доступные.
Диагностика гепатита С в Молдове осуществляется по международным стандартам с использованием современного оборудования и технологий. Для обнаружения гепатита С используются такие методы, как: ПЦР-диагностика, общий и биохимический анализы крови, ультразвук, УЗИ, биопсия печени. Результаты выдаются пациенту на руки, а лечащий врач занимается расшифровкой анализов и составляет подробный курс лечения.
В Молдове иностранные пациенты обследуются в частных клиниках, а после проходят лечение, которое включает в себя прием дженериков, в состав которых входят активные вещества – софосбувир, даклатасвир, ледипасвир, велпатасвир. Результаты использования противовирусной терапии достигают 97% полностью вылеченных пациентов, а препараты вызывают минимальные побочные эффекты.

### Офтальмология
Офтальмология и лечение заболеваний глаз широко востребовано во всем мире. В частных клиниках Кишинева пациентам предоставляется высокоточная диагностика остроты зрения, измерение внутриглазного давления, биометрия, глазная тонометрия. Медицинских туристов привлекает наличие современного офтальмологического оборудования, с помощью которого молдавские врачи ставят правильный диагноз, а лечение осуществляется при помощи новых, малоинвазивных методов.
Процедуры по лазерной коррекции зрения требуют, чтобы их проводил высококвалифицированный специалист, с использование современного оборудования. В Молдове есть более 20 клиник, в которых работают опытные врачи, предоставляющие широкий спектр офтальмологических услуг для граждан и нерезидентов.

### Пластическая хирургия
Пластическая хирургия в Молдове пользуется спросом среди пациентов из-за границы. Это направление предполагает использование новейших технологий и оборудования, а молдавские хирурги зарекомендовали себя как высококвалифицированные и опытные специалисты. В Республике услуги по эстетической хирургии предоставляются только в нескольких частных клиниках, однако данное направление прогрессивно развивается. Наиболее востребованные операции – пластика груди и подтяжка лица, которые в Европе стоят в семь раз дороже, чем в молдавских клиниках.

### Планирование семьи
Планирование семьи – сложный и длительный процесс, который должен проходить под контролем опытного специалиста. Молдавские частные клиники успели хорошо зарекомендовать себя в этой области. Помимо широкого спектра гинекологических и педиатрических услуг, в частных клиниках страны – TerraMed, Repromed, Medpark, – используются современные методы преодоления бесплодия, такие как, экстракорпоральное оплодотворение (ЭКО). Молдавские врачи оказали содействие в рождении более 2000 детей.

## Система медицинского туризма в Молдове
Система медицинского туризма в Молдове организована в несколько этапов – сначала пациент получает консультацию онлайн, а после записывается на прием к специалисту и приезжает на лечение. Терапия и обследование иностранных пациентов осуществляется только в частных клиниках и медицинских центрах, которые расположены в Кишиневе. В 2018 году в городе было зарегистрировано более 90 частных медицинских клиник и кабинетов. В большинстве клиник есть Департаменты медицинского туризма, которые занимаются организацией туров, проживанием и лечением иностранных пациентов.
Лечение пациентов из-за границы осуществляется в том же порядке, что и для граждан страны, на тех же условиях, с отсутствием дополнительных наценок. Перед началом лечения пациенту необходимо внести задаток, который возвращается по окончании терапии.
Стоимость лечения незначительно отличается в медицинских учреждениях страны, в зависимости от места расположения и характера предоставляемых услуг. Выбирая клинику, иностранные пациенты оценивают отзывы, касающиеся врачей, которые в ней работают, и репутацию медицинского центра.
Молдавские врачи хорошо говорят на румынском и русском языках, но, при необходимости, для иностранного пациента нанимается опытный переводчик, который помогает ему общаться с врачами во время пребывания в Молдове.
Медицинские туристы самостоятельно выбирают клиники и врачей, которые будут заниматься их лечением, но также могут обращаться за помощью в компании, занимающиеся организацией медицинских туров.

## Агентства медицинского туризма в Молдове
Медицинский туризм в Молдове находится на начальной стадии развития, поэтому в стране не так много агентств, занимающихся организацией медицинских туров. Официальных специализированных компаний, предоставляющих лечение иностранным туристам, в Молдове мало, но они успешно развиваются.